# Grimaldo Canella
Grimaldo Canella (Genova, 1110 circa – 1184) è considerato il capostipite ed eponimo della famiglia Grimaldi.

## Le origini
Nacque probabilmente a Genova verso il 1110 circa, figlio di Ottone Canella nobile (probabilmente originario dai Signori di Vezzano Ligure) patrizio Genovese, che fu poi Console di Genova (1133) e da Adelasia, probabilmente una nobildonna locale, ultimo di vari fratelli e sorelle (Rubaldo, Bellamunto, Otto, Bulzaneto, Anna Canella).

## La vita
Uomo politico e uomo d'arme compare per la prima volta in un documento del 2 ottobre 1158. Fu ambasciatore presso Federico Barbarossa 1158, fu varie volte Console di Genova nel 1162, 1170 e 1184 e fu anche ambasciatore presso l'Emiro del Marocco 1169 ed è attestato infine in vari atti notarili 1162, 1184.
Come uomo d'arme nell'ottobre 1170 guidò otto galee genovesi che, sotto il suo comando, inseguirono una piccola armata di galee Pisane e ne conquistarono una.
Morì infine verso il 1184.

## La famiglia
Sposò una nobildonna locale di cui non ci è pervenuto il nome ed ebbe vari figli:
- Oberto I Grimaldi (n. 1140 circa, †; 1232), il primo della famiglia a portare il cognome Grimaldi[senza fonte] e che fu il fondatore del potere economico e politico della casata;
- Pietro
- Raimondo
- Adelasia (†; dopo il 1º dicembre 1177), che sposò Gherardo VII Della Gherardesca (†; dopo il 1178), conte di Settimo;
- Grimaldina
- Anna.

## La sua discendenza
Nella sua epoca la famiglia viveva già nella zona genovese compresa fra quella che sarà la Chiesa di San Luca (eretta da Oberto e dal suocero verso il 1180) e il sestiere detto della Maddalena.
In tale età i Grimaldi iniziarono la loro ascesa fra le più grandi casate della Repubblica di Genova, coinvolti nelle prime lotte del tempo.
In tale contesto la figura di Grimaldo si pone dunque come quella del capostipite eponimo, il celebre console di cui i discendenti vollero conservare il nome come nome della stessa casata. In quanto capostipite Grimaldo si colloca a cavallo fra la storia oscura e l'inizio della notorietà del casato. Su di lui infatti, storici e araldisti hanno favoleggiato ascendenze e origini mitiche ed hanno approfittato del suo nome per collegarlo come discendente da omonimi personaggi franchi.
La sua figura ha iniziato ad avere invece studi seri solo in età moderna anche se tuttora permane l'incognita sulla reale origine dei Canella. Dopo nove secoli il nome e la memoria di Grimaldo si conservano ancora e a lui si guarda come al fondatore della famiglia Grimaldi.